# Yeongsan-dong
Yeongsan-dong (koreanska: 영산동) är en stadsdel i staden Naju i provinsen Södra Jeolla i den sydvästra delen av Sydkorea, 285 km söder om huvudstaden Seoul.